# Буддизм в Африке

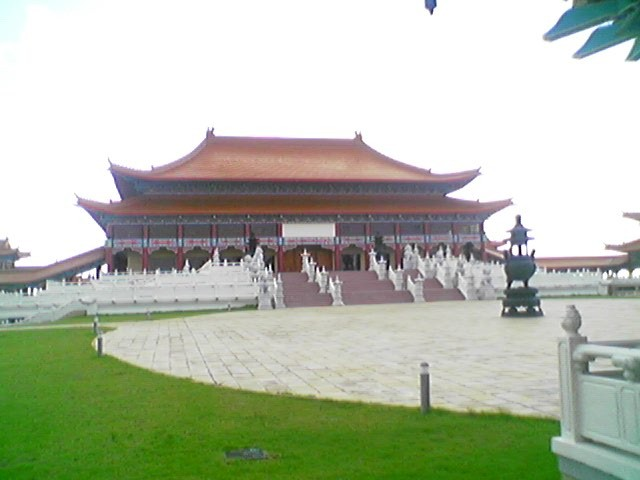
Храм Наньхуа в Бронкхорстспрёйте, ЮАР — крупнейшая буддистская пагода в Африке.

Буддизм, будучи мировой религией, представлен и в Африке.
Несмотря на некоторые случаи перехода среди коренного населения, большая часть буддистов в Африке — азиаты, в основном из Китая, Вьетнама, Японии и Шри-Ланки.
Наибольшее количество последователей религии на континенте сосредоточено в ЮАР. Согласно данным за 2010-е годы, последователей буддизма (наряду с даосизмом и традиционными китайскими верованиями) насчитывается около 0,2 %-0,3 % от населения республики, или около 100—150 тысяч человек. Тем не менее, число активно практикующих религиозные обряды может быть несколько ниже.
Буддистское меньшинство велико также в странах Африки, расположенных в Индийском океане.
Так, на Маврикии процент буддистов наиболее высок (от 1,5 % до 2 % процентов от всего населения) среди прочих африканских стран, в основном благодаря большой численности китайской диаспоры (около 40 тысяч или 3 % населения страны). При этом храмы регулярно посещает лишь около 0,4.
Около 20000 (или примерно 0,1 % от населения) жителей Мадагаскара являются буддистами.
На Сейшелах и Реюньоне буддисты составляют 0,1 % и 0,2 % населения соответственно.
В Северной Африке около 0,3 % (или около 20 тысяч человек) от населения Ливии составляют буддисты (в основном иностранные рабочие из Азии). Также два буддистских центра есть в Касабланке, Марокко.
Известен ряд случаев обращения знаменитостей в буддизм, из наиболее известных — Адевале Акиннуойе Агбадже, британский актёр нигерийского происхождения.
Один из немногих монахов африканского происхождения — Вен. Бханте Буддарахита из Уганды, основатель Буддийского центра Уганды.